# Destacamento Kawaguchi
El Destacamento Kawaguchi fue una formación del Ejército Imperial Japonés que existió durante la Segunda Guerra Mundial. Bajo el mando del Mayor General Kiyotake Kawaguchi, el destacamento estaba formado por la 35.ª Brigada de Infantería y el 124.º Regimiento de Infantería. El destacamento operó independientemente de su 18.ª División matriz y entró en acción en varias campañas, incluidos los combates en Borneo, Filipinas y Guadalcanal.

## Historia

### Destacamento Kawaguchi
Al comienzo de la campaña de Birmania en la Segunda Guerra Mundial, el Destacamento Kawaguchi tenía su base en la bahía de Camranh, en la Indochina francesa. Después de embarcarse el 13 de diciembre de 1941, tres batallones de infantería del Destacamento Kawaguchi, así como la 2.ª Fuerza Naval Especial Japonesa de Yokosuka, aterrizaron casi sin oposición en Miri, Seria y Lutong, en el norte de Borneo, y rápidamente capturaron el aeródromo de Miri y campos de petróleo. El destacamento, moviéndose por mar, tomó Kuching el 23 de diciembre. Brunéi, la isla de Labuán, Jesselton y Tawau fueron tomadas en operaciones posteriores.
El 10 de abril de 1942, un día después de la caída de Bataán, el Destacamento Kawaguchi desembarcó en Cebú, Filipinas. Se suponía que la unidad reforzaría a las fuerzas japonesas que luchaban en Bataán, pero se desvió a Cebú cuando la resistencia de Bataán comenzó a colapsar. El 17 de mayo de 1942, toda la resistencia organizada en la isla había cesado y poco después, el Destacamento Kawaguchi fue retirado y enviado a Mindanao. Desde allí fueron enviados a Guadalcanal.
Para el 4 de septiembre, la mayor parte del Destacamento Kawaguchi (incluidos los tres batallones de infantería del Destacamento Aoba de la 2.ª División) había aterrizado en Guadalcanal. En la noche del 13 de septiembre, las fuerzas de Kawaguchi, con la participación de la fuerza principal del Destacamento Kawaguchi (alrededor de cinco batallones de infantería) y el resto del Destacamento Ichiki (alrededor de 100 hombres), asaltaron las defensas de los marines de los EEUU  alrededor del Campo Henderson. Las fuerzas japonesas llevaron a cabo una serie de ataques frontales fallidos durante varias horas mientras la confusión se apoderaba de las líneas de combate. Más tarde se hizo un segundo esfuerzo, durante el cual parte del Destacamento penetró en una esquina del aeródromo, pero no pudo mantener sus ganancias después de que se comprometieran las reservas estadounidenses y se desató un fuerte bombardeo. Las fuerzas de Kawaguchi fueron derrotadas con grandes pérdidas y obligadas a retirarse del campo de batalla. Posteriormente, Kawaguchi fue relevado del mando durante los preparativos japoneses para la batalla por el Campo Henderson en octubre de 1942 y finalmente fue evacuado de la isla.

### 35.ª Brigada Mixta Independiente
La brigada fue recuperada el 10 de febrero de 1944 en Tokio y estacionada en las islas Andamán bajo el mando del teniente general Yoshihisa Inoue. Inoue fue reasignado para comandar la 94.ª División y reemplazado el 23 de mayo de 1945 por el general de división Noboru Sato.